# Липовий Гай

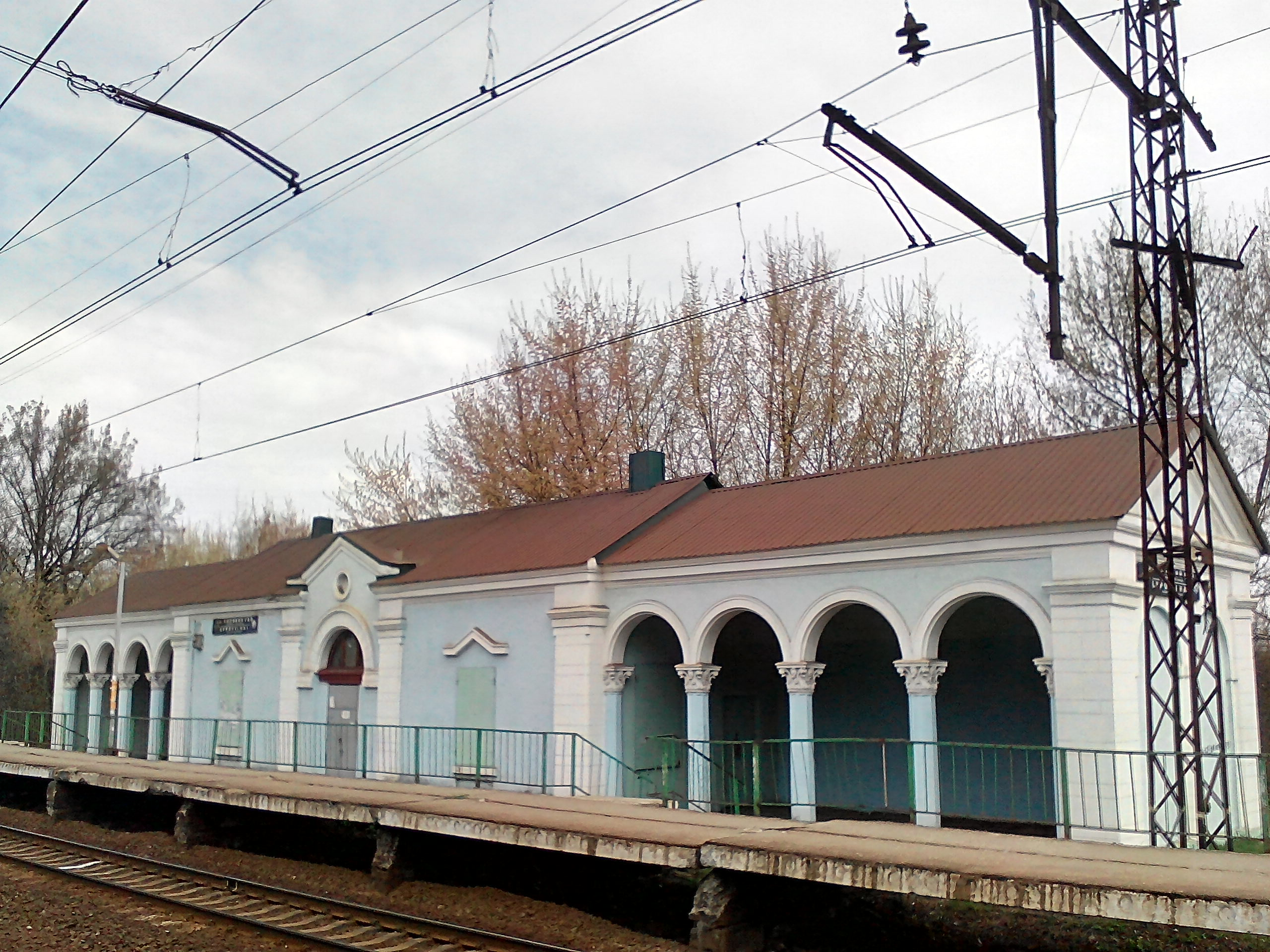
Будівля вокзалу

Ли́повий Гай — пасажирська зупинна залізнична платформа Харківського залізничного вузла Південної залізниці. Розташована біля Бульварної вулиці. Зупинна платформа розташована у Новобаварському районі Харкова на кордоні двох історичних місцевостей: Липовий Гай і Нової Баварії. Платформа розміщується між залізничною платформою Новоселівка (відстань 4 км) та залізничною платформою Карачівка (відстань 3 км). Це остання платформа цієї залізничної гілки у межах Харкова. Наступна платформа Карачівка розташована вже за межами міста. Відстань до станції Харків-Пасажирський — 7 км.
Станцією проходять парна і непарна колії перегону Харків-Пасажирський — Покотилівка. На станції збудовано вокзал з касою, косметичний ремонт якої проведений у 2005 р., а також вбиральня. Ділянка Харків — Мерефа обслуговується виключно електропоїздами ЕР2, ЕР2Р, ЕР2Т депо Харків. У парному напрямку поїзда йдуть до станції Харків-Пасажирський, в непарному — до станцій Мерефа, Зміїв, Борки, Лихачове, Біляївка, Лозова, Гаврилівка, Язикове, Гусарівка, Власівка, Красноград, проте потяги далекого прямування, а також деякі приміські на платформі Липовий Гай не зупиняються.